# 19463 Емілістолл
19463 Емілістолл (19463 Emilystoll) — астероїд головного поясу, відкритий 20 квітня 1998 року.
Тіссеранів параметр щодо Юпітера — 3,344.